# Antilhas Neerlandesas nos Jogos Pan-Americanos de 2011
As Antilhas Neerlandesas participaram dos Jogos Pan-Americanos de 2011 em Guadalajara, no México. O território esteve em quatorze edições anteriores de Jogos Pan-Americanos, só ausente na primeira edição em 1951.
Após a dissolução das Antilhas Neerlandesas a filiação do Comitê Olímpico Nacional local junto ao Comitê Olímpico Internacional foi retirada durante uma sessão do comitê executivo da entidade em junho de 2011. As Antilhas Neerlandesas fizeram a sua última aparição nos Jogos Pan-Americanos competindo sob a bandeira da ODEPA.

## Medalhas
| Atleta       | Esporte  | Prova                        | Medalha |
| ------------ | -------- | ---------------------------- | ------- |
| Marc de Maar | Ciclismo | Corrida em estrada masculino | Ouro    |

## Desempenho

### Ciclismo
Estrada
| Atleta          | Evento                       | Final   | Final   |
| Atleta          | Evento                       | Tempo   | Posição |
| --------------- | ---------------------------- | ------- | ------- |
| Marc de Maar    | Corrida em estrada masculino | 3:40:53 |         |
| Wilfrid Camelia | Corrida em estrada masculino | DNF     | DNF     |

### Natação
| Atletas         | Evento                | Elim.   | Elim.       | Final       | Final            |
| Atletas         | Evento                | Tempo   | Pos.        | Tempo       | Pos.             |
| --------------- | --------------------- | ------- | ----------- | ----------- | ---------------- |
| Perry Lindo     | 50 m livre masculino  | 23.60   | 14º (5º q2) | 23.65       | 15º (7º Final B) |
| Perry Lindo     | 100 m livre masculino | 53.32   | 21º (8º q3) | Não avançou | Não avançou      |
| Rodion Davelaar | 100 m peito masculino | 1:08.07 | 23º (8º q3) | Não avançou | Não avançou      |

### Taekwondo
| Atleta      | Evento           | Oitavas de final                  | Quartas de final       | Semifinais             | Repescagem Quartas de final | Repescagem Semifinais  | Final                  | Final       |
| Atleta      | Evento           | Adversário e resultado            | Adversário e resultado | Adversário e resultado | Adversário e resultado      | Adversário e resultado | Adversário e resultado | Pos.        |
| ----------- | ---------------- | --------------------------------- | ---------------------- | ---------------------- | --------------------------- | ---------------------- | ---------------------- | ----------- |
| Audy Muller | −58 kg masculino | MEX Damian Alejandro Villa D 3-15 | Não avançou            | Não avançou            | Não avançou                 | Não avançou            | Não avançou            | Não avançou |

### Tiro esportivo
| Atleta         | Evento                         | Qual.  | Qual. | Final       | Final       | Pos. |
| Atleta         | Evento                         | Escore | Pos.  | Escore      | Total       | Pos. |
| -------------- | ------------------------------ | ------ | ----- | ----------- | ----------- | ---- |
| Michel Daou    | Fossa olímpica masculino       | 109    | 21º   | Não avançou | Não avançou | 21º  |
| Michel Daou    | Fossa olímpica dublê masculino | 116    | 16º   | Não avançou | Não avançou | 16º  |
| Philipe Elhage | Pistola de ar 10 m masculino   | 559-9x | 22º   | Não avançou | Não avançou | 22º  |

Legenda
| Recorde mundial                  | Recorde mundial (World record)               |                       | Recorde africano                      | Recorde africano (African) |                                           | Q | Classificado por posição (Qualified) |
| Recorde dos Jogos Pan-Americanos | Recorde pan-americano (Pan-American record)  | Recorde da América    | Recorde da América (Americas)         | q                          | Classificado por melhor tempo (Qualified) |   |                                      |
| Melhor marca do ano              | Melhor marca do ano (World leading)          | Recorde asiático      | Recorde asiático (Asian)              | DNS                        | Não largou (Did not start)                |   |                                      |
| Recorde nacional                 | Recorde nacional (National record)           | Recorde europeu       | Recorde europeu (European)            | DNF                        | Não terminou (Did not finish)             |   |                                      |
| Recorde pessoal                  | Recorde pessoal do atleta (Personal best)    | Recorde da Oceania    | Recorde da Oceania (Oceania)          | DSQ / DQ                   | Desclassificado (Disqualified)            |   |                                      |
| Recorde da temporada             | Recorde da temporada do atleta (Season best) | Recorde sul-americano | Recorde sul-americano (South America) | NM                         | Sem marca (No mark)                       |   |                                      |